# Munavoi

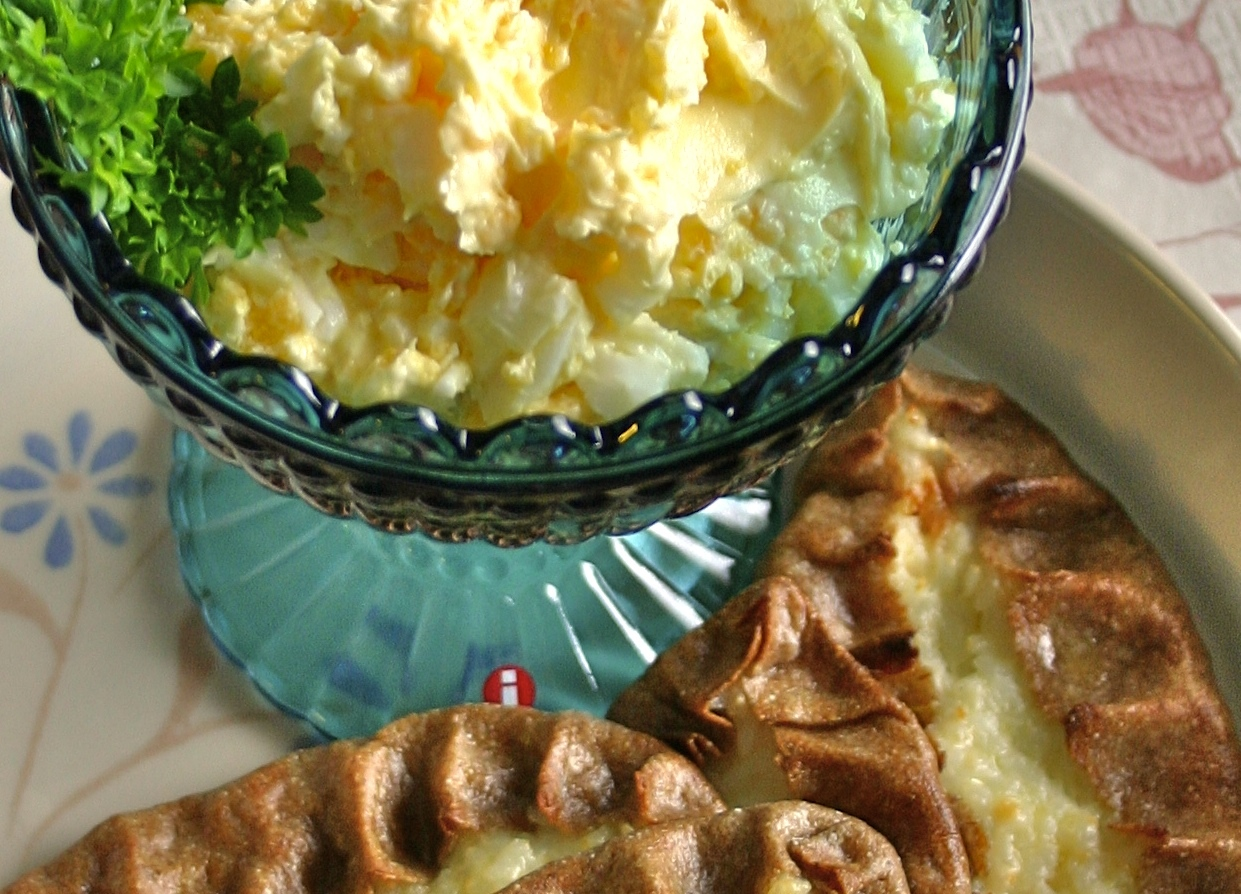
Taça de munavoi.

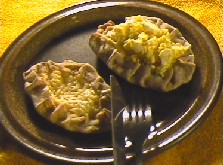
Pastéis da Carélia barrados com munavoi.

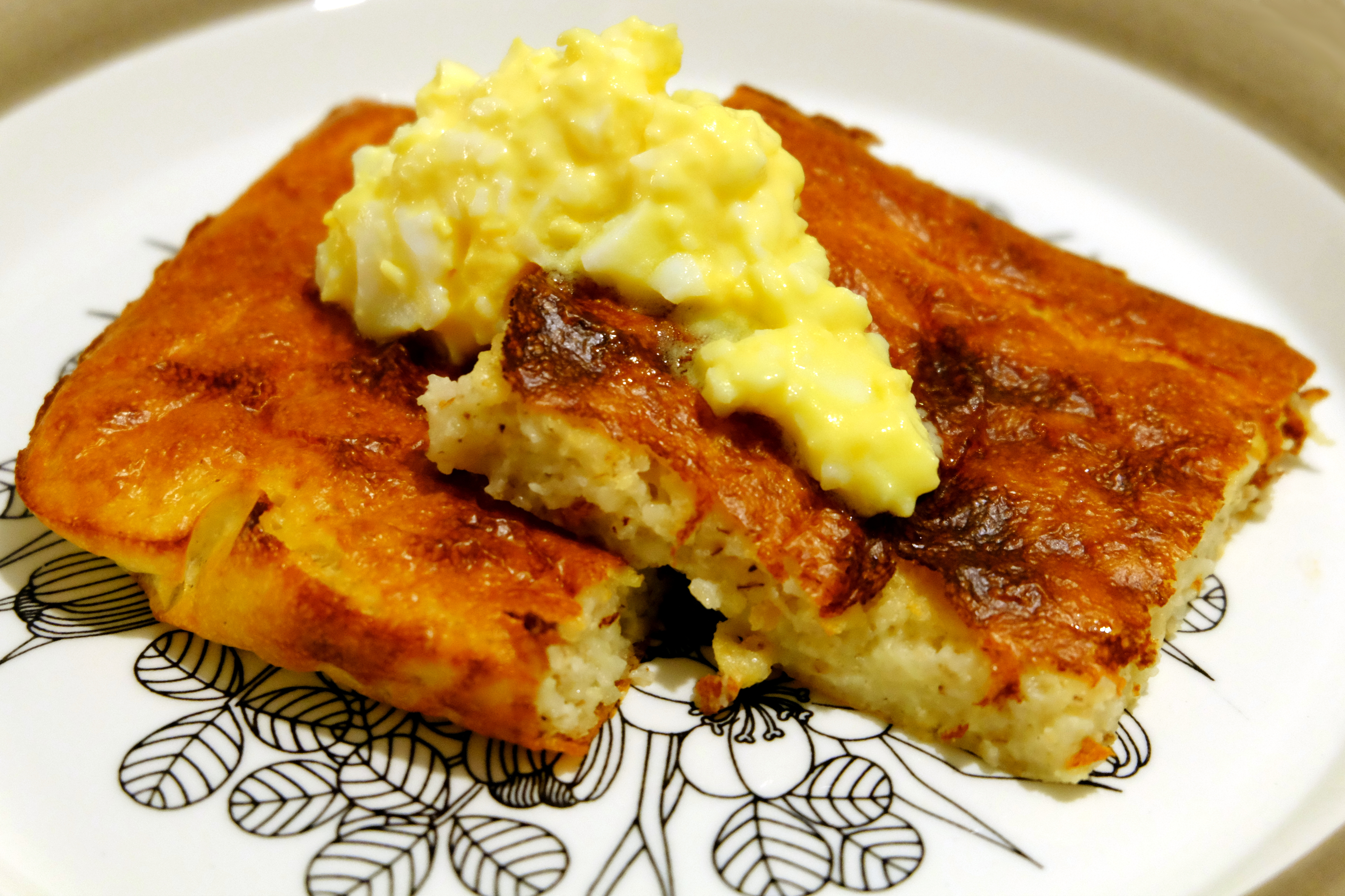
Rieska (pão finlandês de cevada) servido com munavoi por cima.

Munavoi (em finlandês, derivado de muna, «ovo» e voi, «manteiga»), munavõi (em estónio) ou äggsmör (em sueco) é uma pasta de barrar à base de manteiga ou margarina, de sal e de ovos cozidos picados.
É a pasta de barrar mais popular da culinária da Finlândia e da culinária da Estónia.
Pode incluir também cebolinho picado ou salsa picada. A manteiga utilizada deve encontrar-se à temperatura ambiente.
Os ingredientes devem ser envolvidos usando uma colher de pau.
Na Finlândia, o munavoi é tradicionalmente barrado sobre pastéis da Carélia quentes ou pão de centeio.
Na Estónia, é tradicionalmente consumido com pão de centeio escuro no almoço do domingo de Páscoa.